# Верхнее Чуприяново
Верхнее Чуприяново — деревня в Подосиновском районе Кировской области. Входит в состав Подосиновского городского поселения. 

## География
Расположена на левом берегу реки Юг напротив центра района поселка Подосиновец.

## История
Известна с 1859 года как деревня Чуприяново, где дворов 16 и жителей 42, в 1926 11 и 67, в 1950 22 и 81, в 1989 66 жителей. Настоящее название утвердилось с 1939 года . 

## Население
Постоянное население составляло 79 человек (русские 90%) в 2002 году, 76 в 2010.